# Kerta, Veszprém
Kerta  este un sat în districtul Devecser, județul Veszprém, Ungaria, având o populație de 649 de locuitori (2011). 

## Demografie
Componența etnică a satului Kerta
     Maghiari (94,84%)
     Romi (5,16%)
Componența confesională a satului Kerta
     Romano-catolici (61,79%)
     Luterani (6,63%)
     Reformați (3,39%)
     Necunoscută (28,2%)
Conform recensământului din 2011, satul Kerta avea 649 de locuitori. Din punct de vedere etnic, majoritatea locuitorilor (94,84%) erau maghiari, cu o minoritate de romi (5,16%).  Din punct de vedere confesional, majoritatea locuitorilor (61,79%) erau romano-catolici, existând și minorități de luterani (6,63%) și reformați (3,39%). Pentru 28,2% din locuitori nu este cunoscută apartenența confesională.